# Scotopteryx ratona
Scotopteryx ratona är en fjärilsart som beskrevs av Paul Dognin 1896. Scotopteryx ratona ingår i släktet backmätare, och familjen mätare. Inga underarter finns listade.